# Cultura do Vaso Campaniforme
A Cultura do Vaso Campaniforme, ou simplesmente Campaniforme (em inglês Bell-Beaker culture, em alemão Glockenbecherkultur) é uma cultura do terceiro milénio a.C. com origem no Castro do Zambujal, estremadura portuguesa, e que se difundiu pelo continente europeu. O Campaniforme deve o seu nome aos vasos de cerâmica decorados, encontrados em contexto funerário, que têm a forma de um sino invertido.

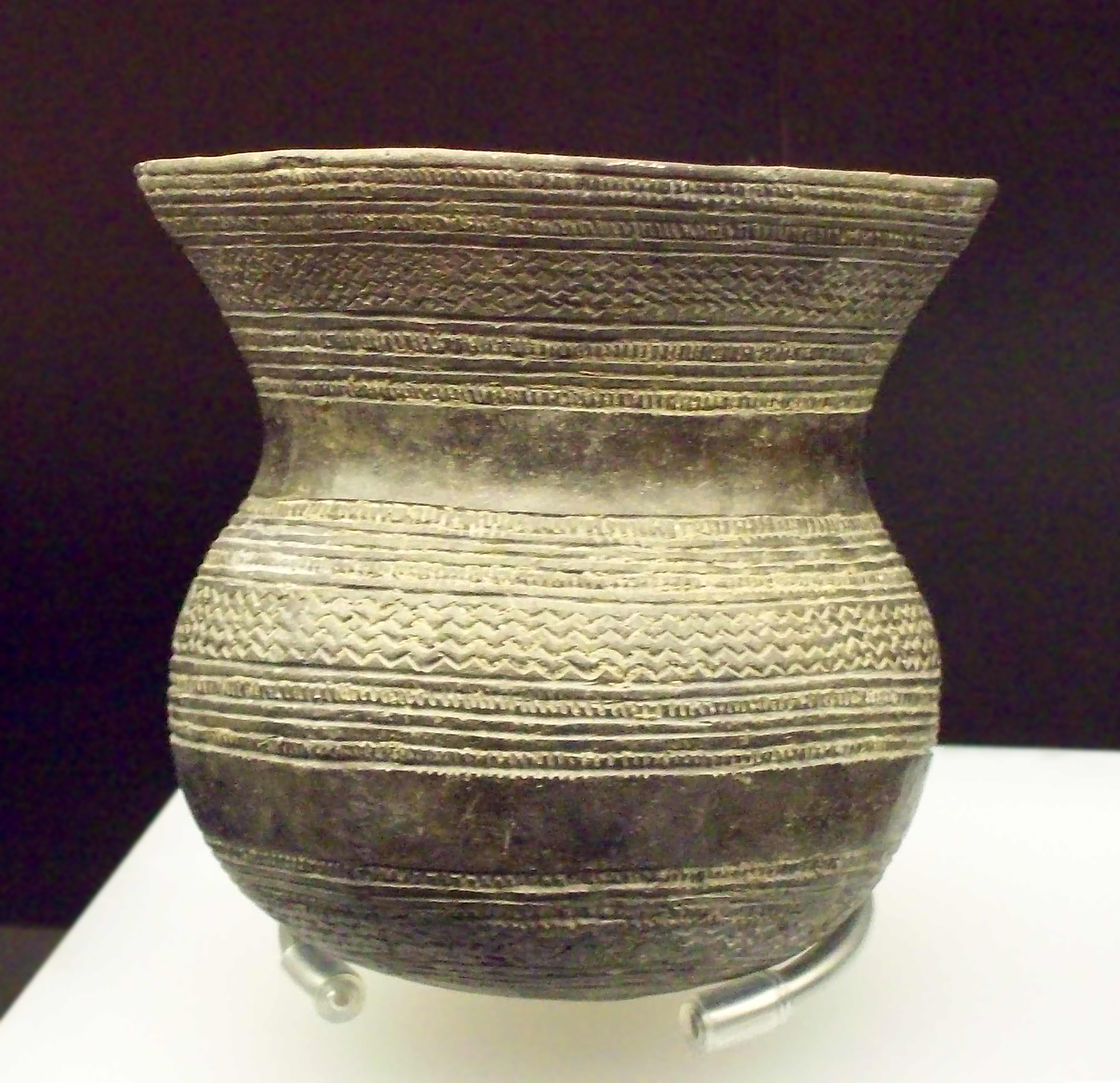
Vaso campaniforme de Ciempozuelos

O fenómeno campaniforme é conhecido e estudado há mais de cem anos, mas só nos últimos vinte é que foi possível esclarecer a sua origem, com a datação por C14.

Depois de um intensivo workshop no Instituto de Pré-História da Universidade de Freiburgo, os arqueólogos concluíram que este fenómeno traduz uma profunda transformação política, social e cultural em toda a Europa pré-histórica. Para todas estas transformações, muito contribuíram as inovações tecnológicas, como a invenção da roda, a utilização da força animal para transporte e a domesticação do cavalo, que contribuíram para o comércio a longas distâncias. Como afirmou o arqueólogo Michael Kunst, durante um encontro de arqueólogos em Torres Vedras: 
"Havia muito marfim na Península Ibérica, que se julga ser proveniente de elefantes indianos e de conchas do mar vermelho."

## Estudos genéticos
Três estudos genéticos, de 2015, vieram apoiar a teoria de Marija Gimbutas, de que a difusão das línguas indo-europeias se teria dado a partir das estepes russas (hipótese Curgã). De acordo com esses estudos, o Haplogrupo R1b (ADN-Y) e o Haplogrupo R1a (ADN-Y) - hoje os mais comuns na Europa e sendo o R1a frequente também no subcontinente indiano - ter-se-iam difundido a partir das estepes russas, juntamente com as línguas indo-europeias; tendo sido detectado, também, um componente autossômico presente nos europeus de hoje que não era presente nos europeus do Neolítico, e que teria sido introduzido a partir das estepes, junto com as linhagens paternas (haplogrupo paterno) R1b e R1a, assim como com as línguas indo-europeias. A grande maioria das amostras testadas, da cultura do vaso campaniforme, apresentou o haplogrupo R1b, assim como um componente autossômico oriundo das estepes, o que indicaria a difusão das línguas indo-europeias na Europa Ocidental com a cultura do vaso campaniforme funcionando como um vetor.
Na Irlanda, por exemplo, de acordo com um estudo genético de 2015, a população irlandesa descende, em sua quase totalidade, de movimentos migratórios durante a Idade do Bronze, ancestralidade essa que teria chegado à Irlanda acompanhada do haplogrupo R1b, de um componente autossômico das estepes russas e das línguas indo-europeias, assim como da cultura do vaso campaniforme.
Publicaram-se os resultados de investigações pioneiras  sobre a frequência  dos marcadores do cromossomial Y (ADN-Y) de âmbito europeu, tais como os de Semino (2000) e Rosser (2000) que correlacionam o haplogrupo R1b - M269 com os primeiros episódios de colonização europeia por humanos anatomicamente modernos (AMH).
As frequências de pico de R1b-M269 na Península Ibérica (especialmente na região basca) e na fachada atlântica foram postuladas para representar assinaturas de recolonização do Oeste Europeu após o último máximo glacial.  No entanto, mesmo antes das recentes críticas e refinamentos, a ideia de que  homens ibéricos transportando R1b  repovoaram a maior parte da Europa ocidental não era consistente com os resultados revelados pelas linhagens italianas R1b-M269 por estas não serem descendentes das linhagens bascas.
Dados é cálculos sugerem uma data no período neolítico, ou mesmo pós-neolítico, para a entrada do M269 na Europa.
Estas hipóteses parecem ser corroboradas por evidências mais diretas de DNA antigo. Por exemplo, as amostras do cromossomial Y (ADN-Y) neolítico a partir de Espanha não revelaram qualquer R1b, mas sim E-V13 e G2a,  enquanto que um estudo semelhante de um sitio neolítico francês revelou o haplgrupo I-P37 e G2a A primeira evidência de R1b verifica-se mais tarde, na Alemanha, num sitio da Cultura do Vaso Campaniforme  datado do terceiro milênio a.C.
Enquanto Cruciani , Belaresque e Arredi apoiam uma dispersão estatística do R1b M269 a partir do sul da Europa Oriental para o sul ocidental, Klyosov (2012) postula que o R1b-L150 "Europa Ocidental"  entrou na Europa a partir de África do Norte, via Península Ibérica, coincidente com a disseminação da cultura do vaso campaniforme.
Na perspectiva do ADN mitocondrial, o haplogrupo H (ADNmt), com alta percentagem de ocorrência (~ 40%) em toda a Europa, tem recebido uma atenção semelhante. Os primeiros estudos por Richards et al (2000) pretendiam que este haplogrupo surgiu à 28 - 23 mil anos, espalhando-se para a Europa ~ 20 anos, antes de tornar a expandir-se de um suposto refúgio glacial Ibérico ~ 15 mil anos, cálculos posteriormente corroborados por Pereira (2004). No entanto, num estudo mais completo  por Roostalu (2006), incorporando mais dados a partir do Médio Oriente, sugeriu que, enquanto o haplogrupo H (ADNmt) começou a expandir-se c . 20 mil anos, este limitou-se ao Médio Oriente, Cáucaso e Sudeste da Europa. Logo, a sua subsequente propagação ocidental, ocorreu mais tarde, no período pós -glacial de um hipotético refúgio no sul do Cáucaso. Esta hipótese tem sido apoiada por um estudo recente de análise de ADN antigo, que relaciona a expansão do mtDNA Hg H na Europa Ocidental, com o fenómeno da cultura do vaso campaniforme.
Embora estes estudos sejam perspicazes, mesmo que as datas postuladas pelos seus autores estejam corretas, não implicam necessariamente que a propagação de um determinado marcador genético represente uma população distinta, "tribo" ou grupo linguístico. Os autores muitas vezes tomam como certo que a expansão de uma linhagem está relacionada com a demografia real ao invés de outros eventos evolutivos, tais como a deriva genética aleatória ou a seleção natural. Além disso, ignoram análises detalhadas dos registos arqueológicos sobre a gênese dos fenômenos culturais com  várias linhas de interações complexas, cruzando regiões distantes ao invés de simples "migrações folclóricas". Como tal, "os estudos genéticos", muitas vezes recebem críticas não só de arqueólogos e antropólogos culturais, mas também de outros geneticistas populacionais.